# Vera Karalli
Vera Alexeïevna Karalli ou Koralli (en russe : Вера Алексеевна Каралли, Vera Alekseïevna Karalli) est une danseuse de ballet et actrice de film muet russe, née le 27 juillet 1889 à Moscou (Empire russe), décédée le 16 novembre 1972 à Baden (Autriche).

## Biographie
Vera Karalli étudie avec Alexandre Gorski à l'école impériale de théâtre de Moscou et rejoint le Bolchoï en 1906. Elle devient soliste au théâtre Bolchoï en 1908 et première ballerine en 1915 ; elle danse dans La Fille du Pharaon, Une vie pour le tsar, Le Lac des cygnes, Salammbô et autres. Elle a souvent dansé en tandem avec Mikhail Mordkin. 
Elle fait des tournées à l'étranger dans le cadre des Ballets russes de Sergueï Diaghilev en 1909,,, et en 1919 et 1920 . 
En 1911, elle fait une grande tournée aux États-Unis, avec le All Stars Imperial Russian Ballet fondé par Mikhail Mordkin. Les membres de la troupe sont Julie Sedova, Lydia Lopukhova, Katrina Geltzer, Carlotta Zambelli, Bronislava Pozhitskaya, Alexander Volinin et  Nikolai Solyannikov en tant que danseur imitateur. Le corps de ballet est composé de six à dix personnes. Les décors sont peints par l'artiste Constantin Korovine. La tournée est un succès. Le calendrier des représentations est très chargé, des représentations sont données presque tous les jours. La troupe se produit dans 52 villes.
En 1914, Karalli fait ses débuts au cinéma dans le drame de Piotr Tchardynine, Ty pomnish' li? (Te souviens-tu ?), où ses partenaires sont Tchardynine lui-même et Ivan Mosjoukine. Elle devient l'une des premières stars de cinéma russes, sortant huit films en 1915.
De 1914 à 1919, Vera Karalli apparaît  dans environ seize films muets russes, dont l'adaptation de 1915 de Guerre et paix de Léon Tolstoï intitulée Voyna i mir. Sa dernière apparition au cinéma est dans un drame allemand intitulé Die Rache einer Frau en 1921. Elle a joué pour Tchardynine et un autre pionnier du cinéma russe, Evgueni Bauer.
Après la révolution de 1917, Karalli émigre et vit en Lituanie, où elle enseigne l'art de la danse à Kaunas, elle travaille pour le ballet du théâtre national de Bucarest de 1930 à 1937 et tourne en France et en Autriche .
En 1956, elle s'installe à Vienne, où elle donne des cours de ballet. Elle est morte Baden en Autriche, le 16 novembre 1972 à l'âge de 83 ans.

## Répertoire chorégraphique
- Le Pavillon d'Armide - Armide[7],[8].
- Salammbô - La déesse Tanit, création le 10 [22] janvier 1910 au Bolchoï[9].
- Le Lac des Cygnes - Odette-Odile.
- La Bayadère - Nikiya.
- Don Quichotte - Kitri.
- Raymonda - Raymonda.
- La Fille de Pharaon - Aspicia.
- La Fille mal gardée - Lisa.
- Giselle - Giselle[3],[4].

## Filmographie
- 1914 : Ty pomnish' li? : Elena Pilskaja
- 1914 : Sorvanets : Ljubochka
- 1914 : Les Chrysanthèmes de Piotr Tchardynine : Vera Alekseevna Nevolina, danseuse
- 1915 : Après la mort d'Evgueni Bauer : Zoya Kadmina
- 1915 : Guerre et Paix (Voïna i mir) de Vladimir Gardine et Iakov Protazanov : Natacha Rostov
- 1915 : Наташа Ростова (Natasha Rostova)
- 1915 : Teni grekha
- 1915 : Obozhzhenniye krylya
- 1915 : Lyubov statskogo sovetnika : Lola, danseuse
- 1915 : Schastye vechnoy nochi : Lilja Plejskova
- 1915 : Drakonovskiy kontrakt : fille du réalisateur
- 1916 : Grif starogo bortsa
- 1917 : Le Roi de Paris d'Evgueni Bauer
- 1917 : Le Cygne mourant d'Evgueni Bauer : Gizella, ballerine muette[10]
- 1917 : Набат (Nabat)
- 1918 : Mechta i zhizn : Natasha Brobova
- 1919 : La Nuit du 11 septembre de Dominique Bernard-Deschamps
- 1921 : Die Rache einer Frau de Robert Wiene

## Vie privée
Elle est la conjointe de Leonid Sobinov de 1908 à 1915. En 1915, Vera Karalli est la maîtresse du grand-duc Dmitri Pavlovitch et, vraisemblablement, aurait pu être complice du meurtre de Raspoutine en décembre 1916. Selon certaines versions, elle était, avec Marianne Pistohlkors, l'une des deux femmes présentes cette nuit-là dans le palais de Félix Ioussoupov. Les participants au complot eux-mêmes n'ont pas nommé officiellement ces femmes.
En 1942, elle se marie avec Boris Alexandrovitch Chichkine (1920-1972).